# La Matilla (ort i Spanien, Kastilien och Leon)
La Matilla är en ort i Spanien.   Den ligger i provinsen Provincia de Segovia och regionen Kastilien och Leon, i den centrala delen av landet, 90 km norr om huvudstaden Madrid. La Matilla ligger 1 083 meter över havet och antalet invånare är 114.
Terrängen runt La Matilla är huvudsakligen platt, men söderut är den kuperad. Runt La Matilla är det mycket glesbefolkat, med 7 invånare per kvadratkilometer. Närmaste större samhälle är La Cuesta, 18,3 km sydväst om La Matilla. Trakten runt La Matilla består till största delen av jordbruksmark.